# Nemo (zanger)
Nemo Mettler (Biel/Bienne, 3 augustus 1999), als artiest bekend als Nemo en eerder als Not Nemo, is een Zwitserse rapper en zanger. De artiest won het Eurovisiesongfestival 2024 namens Zwitserland met het nummer The Code.

## Biografie
Nemo's ouders zijn ondernemers Markus Mettler en Nadja Schnetzler.

### Muzikale vorming
Nemo is geboren in Biel/Bienne, in het kanton Bern, en begon op driejarige leeftijd met vioollessen. Hierna volgden lessen voor piano en drum. Op dertienjarige leeftijd startte de muzikale carrière van Nemo met een rol in de musical Ich war noch niemals in New York, gebaseerd op muziek van Udo Jürgens.
Nemo deed in 2015 voor het eerst mee aan een talentenjacht en brak op zestienjarige leeftijd door na deelname aan de rapwedstrijd Bounce Cypher. De geïmproviseerde rap ging viraal en leverde de zanger bij de Zwitserse muziekprijzen in 2017 de prijs op voor beste nieuwe talent. De eerste ep van Nemo kwam uit in 2015. Nemo's eerste single, Du, haalde in 2017 de vierde plaats in de Zwitserse hitparade. De zanger studeerde solozang in jazz en pop aan de Muziekhogeschool van Zürich.
In 2021 deed Nemo mee aan de Zwitserse versie van The Masked Singer, verstopt in een pandapak. In deze periode begon Nemo met het schrijven en produceren van liedjes voor andere artiesten. Daarnaast begon de rapper met het uitbrengen van songs in het Engels.

### Eurovisiesongfestival 2024
Op 29 februari 2024 maakte de Zwitserse omroep bekend dat Nemo met The Code Zwitserland zou vertegenwoordigen bij het Eurovisiesongfestival in Malmö. Dit lied werd na een interne selectieprocedure uit 427 nummers verkozen. The Code bevat elementen van opera, drum-'n-bass, rap en rock en heeft als thema de ontdekking van zichzelf als non-binair persoon.
Met dit nummer slaagde Nemo erin om het songfestival te winnen. De zanger behaalde 591 punten en bleef de op de tweede plaats eindigende titelfavoriet Kroatië met 44 punten voor. Liefst 22 van de 36 keer kreeg Nemo van de vakjury's het maximum van 'twaalf punten', waarmee de Zwitser van de vakjury de meeste punten van alle deelnemers kreeg, terwijl Kroatië de meeste van het publiek ontving. Nemo was de allereerste winnaar die zich openlijk als non-binair identificeerde. Het was de derde winst voor Zwitserland in totaal, de laatste winst werd behaald tijdens de editie van 1988 toen Céline Dion won. Na de overwinning sprak Nemo zich uit voor meer acceptatie van en rechten voor non-binaire personen in Zwitserland.
Op 25 april 2025 lanceerde de zanger de single Casanova.

## Persoonlijk
In november 2023 verklaarde Nemo op Instagram non-binair te zijn en in het Engels bij voorkeur aangeduid te worden met genderneutrale voornaamwoorden (they/them).
Nemo woont sinds 2021 in Berlijn.
1956: Lys Assia + Lys Assia · 
1957: Lys Assia · 
1958: Lys Assia · 
1959: Christa Williams · 
1960: Anita Traversi · 
1961: Franca di Rienzo · 
1962: Jean Philippe · 
1963: Esther Ofarim · 
1964: Anita Traversi · 
1965: Yovanna · 
1966: Madeleine Pascal · 
1967: Géraldine · 
1968: Gianni Mascolo · 
1969: Paola · 
1970: Henri Dès · 
1971: Peter, Sue & Marc · 
1972: Véronique Müller · 
1973: Patrick Juvet · 
1974: Piera Martell · 
1975: Simone Drexel · 
1976: Peter, Sue & Marc · 
1977: Pepe Lienhard Band · 
1978: Carole Vinci · 
1979: Peter, Sue & Marc & Pfuri, Gorps & Kniri · 
1980: Paola · 
1981: Peter, Sue & Marc · 
1982: Arlette Zola · 
1983: Mariella Farré · 
1984: Rainy Day · 
1985: Mariella Farré & Pino Gasparini · 
1986: Daniela Simmons · 
1987: Carol Rich · 
1988: Céline Dion · 
1989: Furbaz · 
1990: Egon Egemann · 
1991: Sandra Simó · 
1992: Daisy Auvray · 
1993: Annie Cotton · 
1994: Duilio · 
1996: Kathy Leander · 
1997: Barbara Berta · 
1998: Gunvor · 
2000: Jane Bogaert · 
2002: Francine Jordi · 
2004: Piero Esteriore & The MusicStars · 
2005: Vanilla Ninja · 
2006: Six4one · 
2007: DJ BoBo · 
2008: Paolo Meneguzzi · 
2009: Lovebugs · 
2010: Michael von der Heide · 
2011: Anna Rossinelli · 
2012: Sinplus · 
2013: Takasa · 
2014: Sebalter · 
2015: Mélanie René · 
2016: Rykka · 
2017: Timebelle · 
2018: ZiBBZ · 
2019: Luca Hänni · 
2021: Gjon's Tears · 
2022: Marius Bear · 
2023: Remo Forrer · 
2024: Nemo · 
2025: Zoë Më
1956: Lys Assia · 
1957: Corry Brokken · 
1958: André Claveau · 
1959: Teddy Scholten · 
1960: Jacqueline Boyer · 
1961: Jean-Claude Pascal · 
1962: Isabelle Aubret · 
1963: Grethe & Jørgen Ingmann · 
1964: Gigliola Cinquetti · 
1965: France Gall · 
1966: Udo Jürgens · 
1967: Sandie Shaw · 
1968: Massiel · 
1969: Frida Boccara, Lenny Kuhr, Salomé, Lulu · 
1970: Dana · 
1971: Séverine · 
1972: Vicky Leandros · 
1973: Anne-Marie David · 
1974: ABBA · 
1975: Teach-In · 
1976: Brotherhood of Man · 
1977: Marie Myriam · 
1978: Izhar Cohen & The Alphabeta · 
1979: Gali Atari & Milk & Honey · 
1980: Johnny Logan · 
1981: Bucks Fizz · 
1982: Nicole · 
1983: Corinne Hermès · 
1984: Herreys · 
1985: Bobbysocks · 
1986: Sandra Kim · 
1987: Johnny Logan · 
1988: Céline Dion · 
1989: Riva · 
1990: Toto Cutugno · 
1991: Carola Häggkvist · 
1992: Linda Martin · 
1993: Niamh Kavanagh · 
1994: Paul Harrington & Charlie McGettigan · 
1995: Secret Garden · 
1996: Eimear Quinn · 
1997: Katrina & the Waves · 
1998: Dana International · 
1999: Charlotte Nilsson · 
2000: Olsen Brothers · 
2001: Tanel Padar, Dave Benton & 2XL · 
2002: Marie N · 
2003: Sertab Erener · 
2004: Ruslana · 
2005: Elena Paparizou · 
2006: Lordi · 
2007: Marija Šerifović · 
2008: Dima Bilan · 
2009: Alexander Rybak · 
2010: Lena Meyer-Landrut · 
2011: Ell & Nikki · 
2012: Loreen · 
2013: Emmelie de Forest · 
2014: Conchita Wurst · 
2015: Måns Zelmerlöw · 
2016: Jamala · 
2017: Salvador Sobral · 
2018: Netta Barzilai ·
2019: Duncan Laurence ·
2021: Måneskin ·
2022: Kalush Orchestra ·
2023: Loreen ·
2024: Nemo
- Gemeinsame Normdatei: 1328236587
- International Standard Name Identifier: 0000 0004 6605 9304
- MusicBrainz: 957d2dfc-56ed-4712-9af2-28a158b403b6
- Virtual International Authority File: 4992171594750503380000